# St Enoch (metrostation)
St Enoch is een metrostation in de Schotse stad Glasgow, vernoemd naar Sint Henoch. Het ligt in het centrum van de stad, net ten noorden van de Clyde. Hoewel er geen directe overstap op de trein mogelijk is, ligt St Enoch halverwege station Glasgow Central en station Glasgow Argyle Street, beide op een loopafstand van enkele minuten.
Bij de bouw van de metro van Glasgow in 1896 kreeg St Enoch het meest in het oog springende stationsgebouw. Hier werd het hoofdkantoor van de Glasgow District Subway Railway Company gevestigd. Bij de modernisering van de metro in 1977-1980 is het gebouw zorgvuldig bewaard gebleven. Tot 2008 had het gebouw de functie van reisinformatiebureau.
Naast het metrostation was tot 1966 ook een treinstation, station Glasgow St Enoch. Na de sloop ervan werd er eerst een parkeerplaats aangelegd, tot de opening eind jaren tachtig van het St Enoch Centre.
Hillhead · Kelvinbridge · St. George's Cross · Cowcaddens · Buchanan Street · St Enoch · Bridge Street · West Street · Shields Road · Kinning Park · Cessnock · Ibrox · Govan · Partick · Kelvinhall